# صدقة بن منصور
صَدَقَة بْنِ مَنْصُور وهو سَيفِ الدَوْلَة أَبِي الحَسَن صَدَقَة بْنِ مَنْصُور بْنِ دُبَيْس بْنِ عَلِي بْنُ مَزِيد النَاشِرِي الأَسَدِي ، حاكم الحلة المزيدية وأمير بادية العراق من أمراء بني مزيد الأسديين. وهو من بنى مدينة الحلة. تولى إمارة بني مزيد بعد وفاة أبيه سنة 479 هـ فبنى الحلة بين الكوفة وبغداد، وأسكن بها أهله وعساكره سنة 495 هـ، وكان حازما طامحا إلى التغلب والسيادة، موصوفاً بمكارم الأخلاق. ثارت في أيامه الفتن بين أبناء ملكشاه السلجوقي، فاحتل صدقة الكوفة واستولى على هيت وواسط ثم البصرة. وانتظم له ملك بادية العراق، إلى أن زحف عليه السلطان محمد بن بركيارق ابن ملكشاه، بجيش فيه خمسون ألف مقاتل، فنشبت بينهما حرب طاحنة انتهت بمقتل صدقة عند النعمانية عام 501 هـ الموافق 1108 م.